# Fritsche Closener
Fritsche (ou Friedrich, Frédéric) Closener est un chroniqueur strasbourgeois du XIVe siècle. Il est  le chroniqueur d'une chronique éditée par Karl Hegel en 1871.

## Hommages
Une rue porte son nom à Strasbourg, dans le quartier de la Robertsau.